# Trein 8.28 H.IJ.S.M.

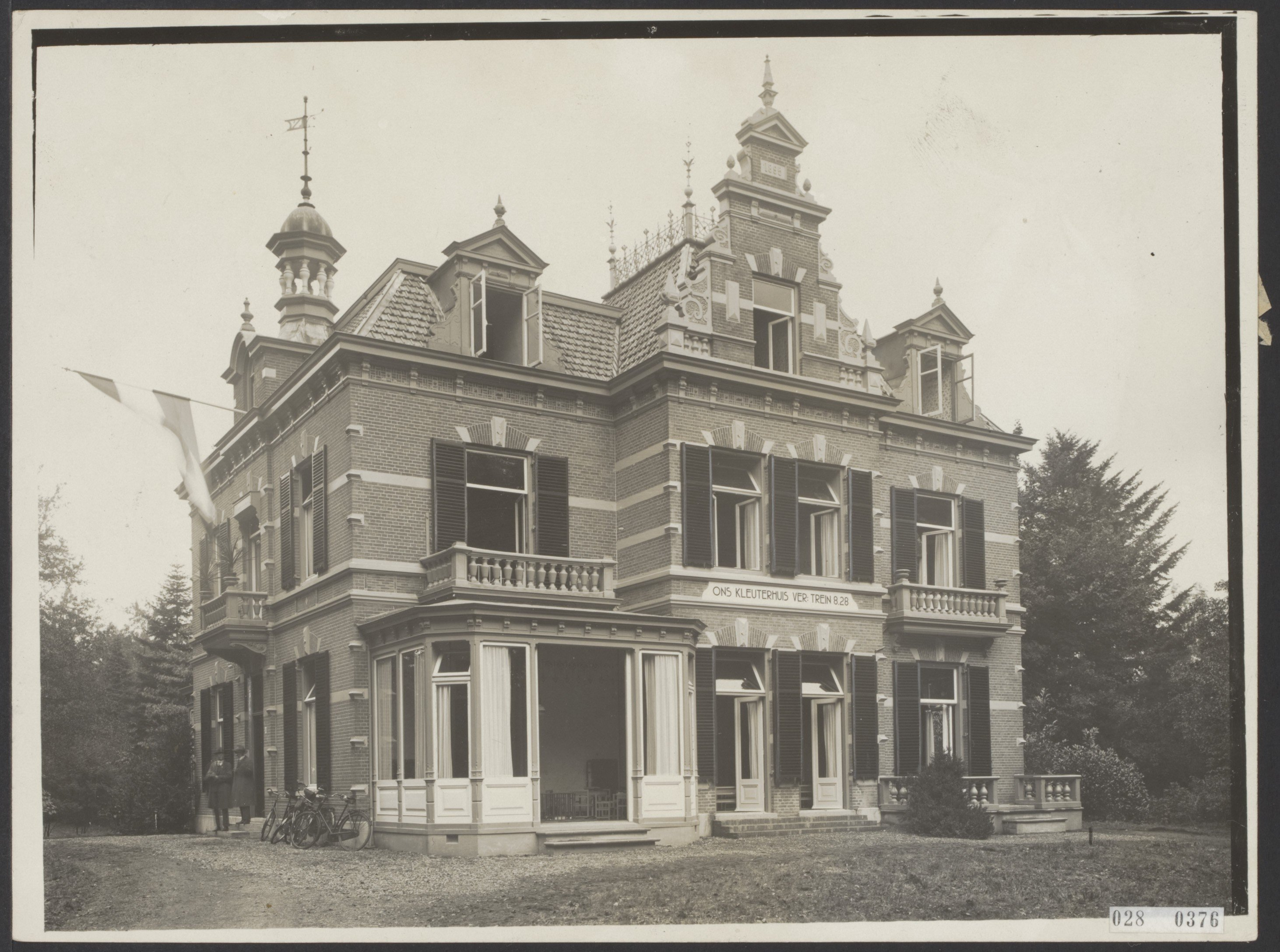
Nieuwe kleuterhuis van de Vereniging Trein 8.28 in Baarn

Trein 8.28 H.IJ.S.M. (VTHIJSM) is een vereniging die steun verleent aan kinderen en jongeren tot 21 jaar in een maatschappelijke of medische achterstandsituatie.
De vereniging kwam tot stand op 1 oktober 1903 in de exprestrein Amsterdam-Parijs van de H.IJ.S.M. (Hollandsche IJzeren Spoorweg Maatschappij) die dagelijks om 8.28 uur vertrok uit Amsterdam. Het initiatief kwam van J.L. Cohen, inspecteur van een levensverzekeringsmaatschappij, die met mensen die hij uit de trein kende iets wilde doen voor de gezondheid van arme kinderen, destijds aangeduid als bleekneusjes. Hij wierf elke dag in de trein en bij de eerste ledenvergadering waren al 150 leden.
Na wat onzekerheid over de doelgroep richtte men zich op de gezinnen die te arm waren om de kinderen naar vakantiekolonies te sturen: arbeiders en kleine zelfstandigen. De leden doneerden tien cent per week. De bestuursleden beoordeelden de aanvragen aan de hand van armoede- en gezondheidscriteria. Koningin Emma was beschermvrouwe. In het eerste verenigingsjaar werden bijna dertig kinderen uitgezonden naar bestaande bos- en zeekolonies, met name Heidelust in Hilversum en Bethanië in Zeist. Een deel van de kinderen had een voorstadium van tuberculose.
Op 8 mei 1911 werd het eerste eigen gebouw 'De Nieuwe Weg' aan de Kolonieweg in Soest. Op 25 oktober 1924 volgde het tweede tehuis, Herenhuis Vosseveld te Soest, met een capaciteit van 45 bedden. In 1925 werd een tehuis in Petten geopend en in 1928 volgde een speciaal kleuterhuis in de inmiddels gesloopte Villa Roosterhoeck te Baarn en in 1933 eenzelfde kleuteropvang in aan de Korfwaterweg in Petten, gemeente Zijpe. In 1942 de oorlog kwam een einde aan de activiteiten doordat Trein 8.28 werd ontbonden en de bezittingen in beslag genomen.
Na de Tweede Wereldoorlog had de vereniging nog slechts twee tehuizen over: het kleuterhuis te Petten en het tehuis 'Nieuwe Weg' te Soest. De belangstelling daalde en op 31 december 1957 werd de Nieuwe Weg gesloten. Niet alleen de opvattingen over het zonder ouders op vakantie sturen van kleuters veranderde, ook de verbeterde gezondheidstoestand van de bevolking in de grote steden speelde een rol in de verminderde belangstelling. Vanwege de onderbezetting van de tehuizen werd Huize Vosseveld gebruikt voor kinderen met psychiatrische problemen.

## Fonds
Toen de financiële positie van de vereniging verder verslechterde, werd op voorstel van de toenmalige penningmeester van de vereniging, J.E. Joëls, besloten om het vermogen te gebruiken voor schenkingen aan kleinschalige projecten voor 'het kind in nood'. Doelstellingen anno 2025 zijn:
- de steunverlening aan de zorgbehoevende jeugdige mens in de meest ruime zin.
- steun aan kinderen en jongeren tot 21 jaar in een maatschappelijke of medische achterstandsituatie, ongeacht geloof, ras, of politieke gezindheid.